# Rio Ciungi (Trotuş)
O Rio Ciungi (Trotuş) é um rio da Romênia, afluente do Trotuş, localizado no distrito de Bacău.